# 焦珂罗酊
焦珂罗酊（英語：Pyrocollodion）是门捷列夫发明的一种無煙火藥。门捷列夫受俄國海軍之托于1892年发明焦珂罗酊，并建议将其作为火药的替代品，但受成本和效益所限，这个提议最终被否决。